# Ondigui Adams
Ondigui Adams (Iaunde, 28 de dezembro de 1987), também conhecido apenas como Adams, é um ex-futebolista camaronês que atuava como volante.

### Carreira
Revelado pelo Nassara, atuou na maior parte de sua carreira no Brasil, vestindo as camisas de Portuguesa Santista (2006 e 2009); Santos (2006),  onde chegou a ser inscrito para a Copa Sul-Americana daquele ano com a camisa 25, mas não entrou em campo pelos profissionais; Sport Recife (2007), Grêmio (2007, por empréstimo) e Camboriú (2011 a 2012). Ele ainda chegou a realizar um período de testes no Fortaleza em 2009, mas não assinou contrato.
Em seu país, jogou pelo Canon Yaoundé entre 2011 e 2012.
Aposentou-se dos gramados com apenas 26 anos, quando atuava pelo Eysines, clube das divisões amadoras da França.